# Murray Schisgal
Murray Schisgal (* 25. November 1926 in New York City, New York; † 1. Oktober 2020 in Port Chester, Westchester County, New York) war ein US-amerikanischer Autor, Drehbuchautor und Dramatiker.

## Leben
Schisgal wurde als Sohn litauischer Einwanderer geboren. Bereits in seiner Jugendzeit begann er zu schreiben, Bekanntheit erreichte er jedoch erst einige Zeit später mit seinen Stücken „Tipse – Tipser“ (The Typists) und „The Tiger“ (1960), die erfolgreich am Broadway inszeniert wurden. Ab den 1960er Jahren schrieb er auch Drehbücher, wie beispielsweise „What about Love“, „Boys and Girls“ und „Tootsie“. Schisgal starb im Oktober 2020 im Alter von 93 Jahren.

## Werke und Verfilmungen
- 1960: Tipse – Tipser (The Typists)
- 1960: The Tiger
- 1963: Luv
- 1965: The Old Jew
- 1969: Jimmy Shine
- 1970: The Chinese
- 1980: The Pushcart Peddlers
- 1982: Tootsie
- 1999: A walk on the moon

## Nominierungen
- Für das Theaterstück „Luv“ wurde er im Jahr 1965 in zwei Kategorien für den Tony Award nominiert.
- Für das Drehbuch zum Film Tootsie wurde er sowohl für den Golden Globe als auch für den Oscar nominiert.